# Oud- en Nieuw-Mathenesse
Oud- en Nieuw-Mathenesse est une ancienne commune néerlandaise de la Hollande-Méridionale.
La commune d'Oud- en Nieuw-Mathenesse fut créée pendant l'Empire français. En 1812 la commune fut supprimée au bénéfice de Kethel en Spaland et Schiedam, mais le 1er avril 1817 la commune fut rétablie. Le 1er janvier 1868 la commune fut supprimée et rattachée à Schiedam. 
En 1840, la commune de Oud- en Nieuw-Mathenesse comptait 64 maisons et 426 habitants, dont 374 à Oud-Mathenesse et 52 à Nieuw-Mathenesse. Nieuw-Mathenesse était situé au-delà de la Schielands Nieuwe Zeedijk, Oud-Mathenesse en était protégé.
De nos jours, son territoire intègre partiellement les communes de Schiedam (Nieuw-Mathenesse) et de Rotterdam (Oud-Mathenesse). 

## Référence
1. ↑  Alphabetisch register van alle bewoonde oorden des Rijks, Departement van Oorlog, Éd. Erven Doorman, 's-Gravenhage, 1850